# António Gonçalves Lobato

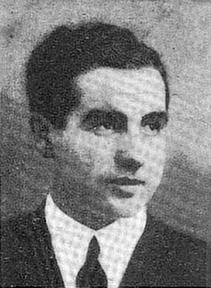
Antonio Lobato (1935)

António João Gonçalves Lobato (* 5. April 1909 in Lissabon, Portugal; † 6. Juni 1935 in Viseu, Portugal) war ein portugiesischer Luftfahrtpionier und Unteroffizier.
Lobato war Sargento mecânico (Unteroffizier und Mechaniker) in der portugiesischen Luftwaffe. 1931 begleitete er Offiziere auf einer Reise zu Studienzwecken für die Luftwaffe nach Deutschland und Schweden und später auf einer Reise in die Vereinigten Staaten.
Am 25. Oktober 1934 flog Lobato als Navigator mit dem Piloten Humberto da Cruz, von Lissabon nach Dili, der Hauptstadt der Kolonie Portugiesisch-Timor in Südostasien. Es war die letzte Kolonie Portugals, die noch kein portugiesisches Flugzeug angeflogen hatte, während bereits britische, französische, niederländische und japanische Maschinen hier gelandet waren. Zwischenlandungen machten Cruz und Lobato in Algerien, Tunesien, Tripolis, Gaza, Basra, Allahabad, Bangkok, Prachuap Khiri Khan und Singapur, bevor sie am 7. November 1934 Dili auf Timor erreichten. Am 13. November begann der Rückflug, der über die portugiesischen Kolonien Macau und Goa führte. Am 21. Dezember landeten Cruz und Lobato wieder in Lissabon. Insgesamt legten sie 42.670 Kilometer zurück.
Im Alter von 26 Jahren starb Lobato bei einem Flugzeugabsturz bei der zweiten portugiesischen Fliegerrallye.

## Auszeichnungen
- Turm- und Schwertorden, 6. Februar 1935